# Bukvice (Trhové Sviny)
Bukvice jsou malá vesnice, část města Trhové Sviny v okrese České Budějovice v Jihočeském kraji. Nachází se asi 2,5 kilometru východně od Trhových Svinů. Bukvice leží v katastrálním území Bukvice u Trhových Svinů o rozloze 2,77 km².

## Historie
První písemná zmínka o vesnici pochází z roku 1392.

## Obyvatelstvo
| Rok            | 1869 | 1880 | 1890 | 1900 | 1910 | 1921 | 1930 | 1950 | 1961 | 1970 | 1980 | 1991 | 2001 | 2011 | 2021 |
| -------------- | ---- | ---- | ---- | ---- | ---- | ---- | ---- | ---- | ---- | ---- | ---- | ---- | ---- | ---- | ---- |
| Počet obyvatel | 170  | 163  | 181  | 170  | 198  | 162  | 130  | 93   | 93   | 72   | 67   | 35   | 43   | 48   | 66   |
| Počet domů     | 33   | 36   | 33   | 34   | 35   | 36   | 34   | 35   | 35   | 25   | 23   | 25   | 31   | 33   | 39   |

## Obecní správa
Při sčítání lidu v letech 1850–1868 Bukvice byly samostatnou obcí v okrese Budějovice. V letech 1868–1908 byly osadou obce Olešnice, ale v letech 1908–1943 byly uváděny znovu jako obec v okrese České Budějovice (v letech 1850–1910 Budějovice). V letech 1943–1945 byly znovu osadou obce Olešnice, ale v letech 1945–1960 byly uváděna znovu jako obec, se kterým patřily nejprve do okresu České Budějovice, ale v roce 1950 v okrese Trhové Sviny a od roku 1960 opět v okrese České Budějovice. Od 12. června 1960 je částí města Trhové Sviny v okrese České Budějovice.

## Pamětihodnosti
- Dvoje boží muka

## Galerie

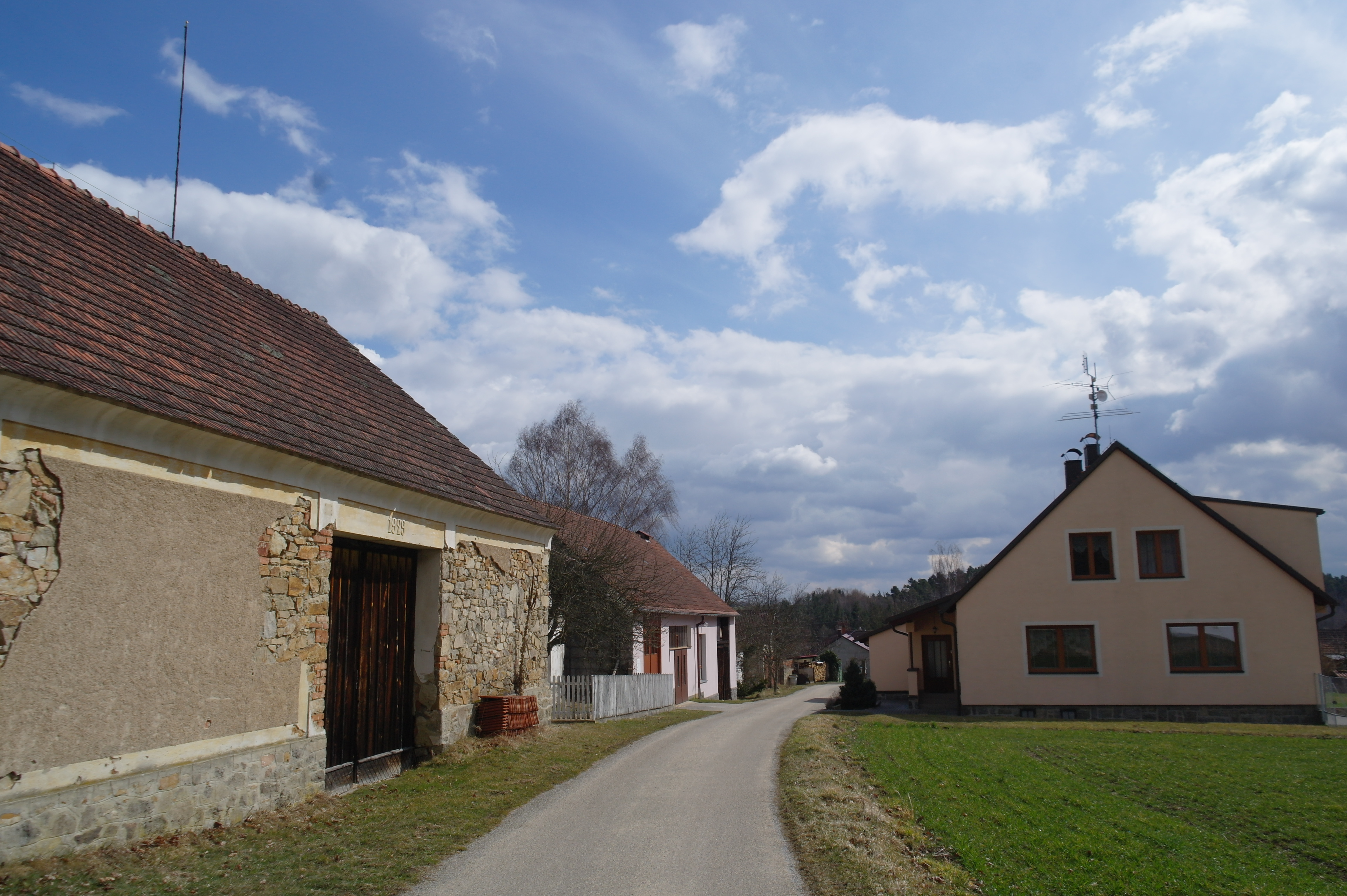
Domy v Bukvici
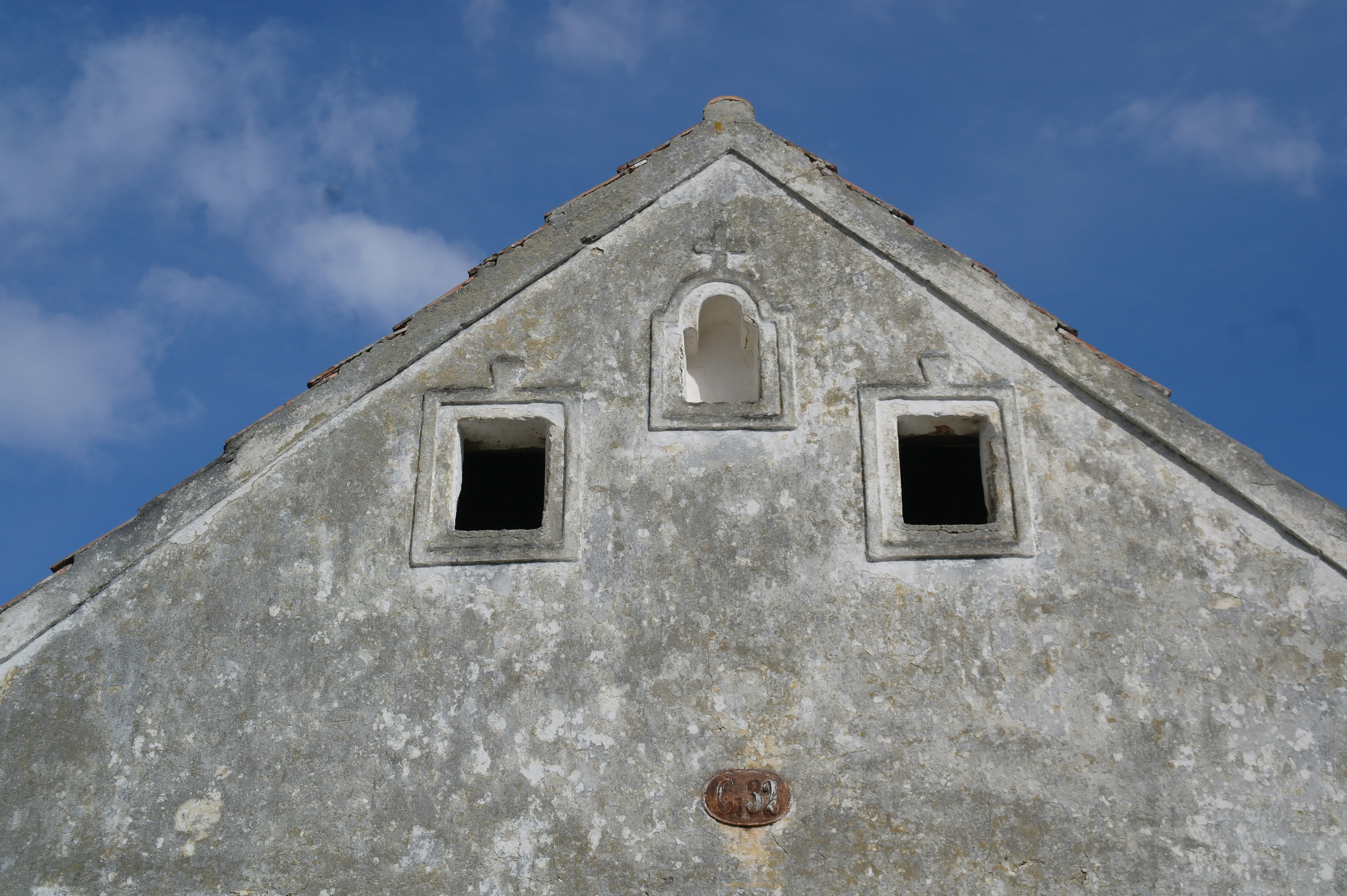
Štít domu
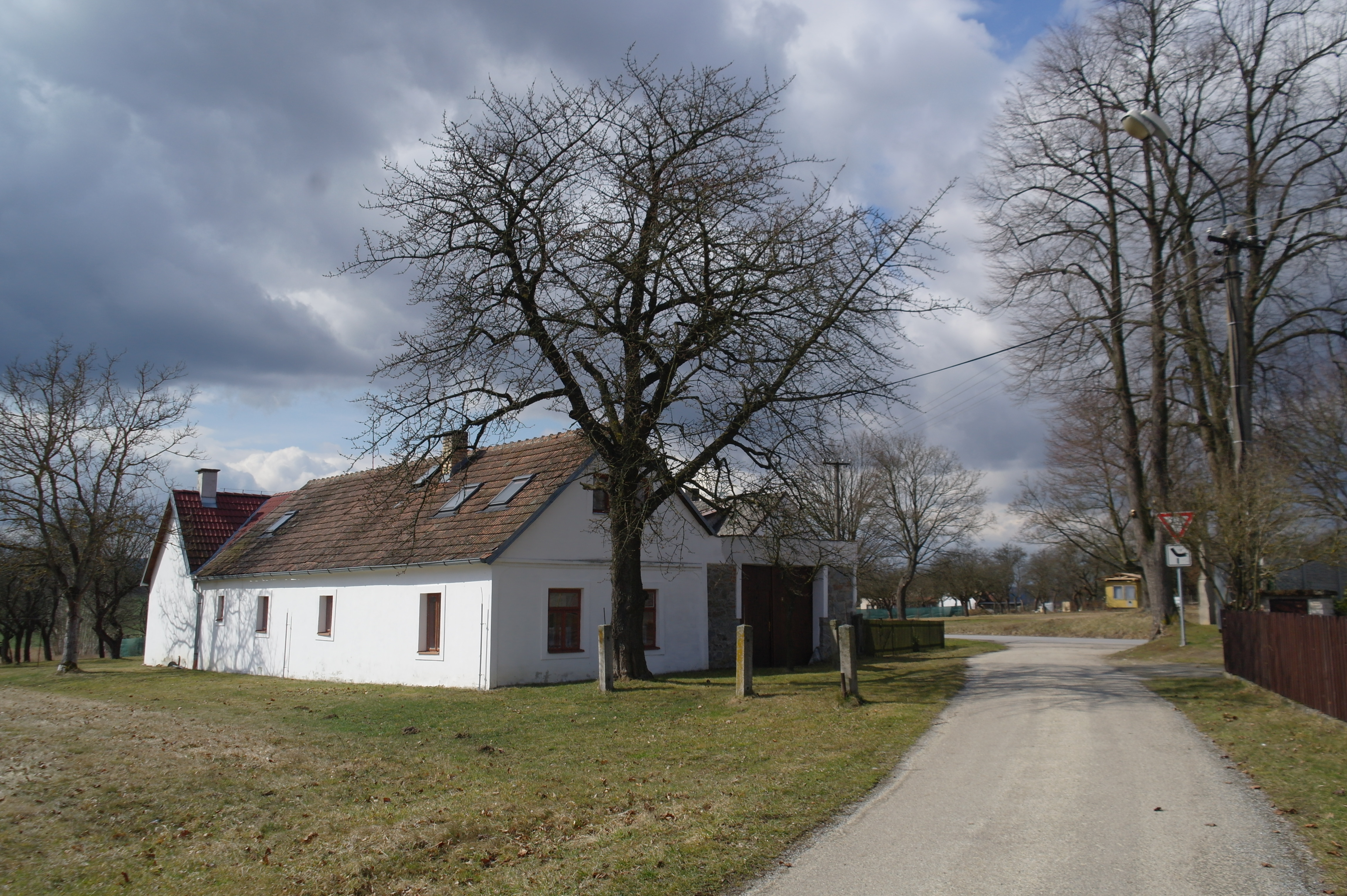
Dům v Bukvici
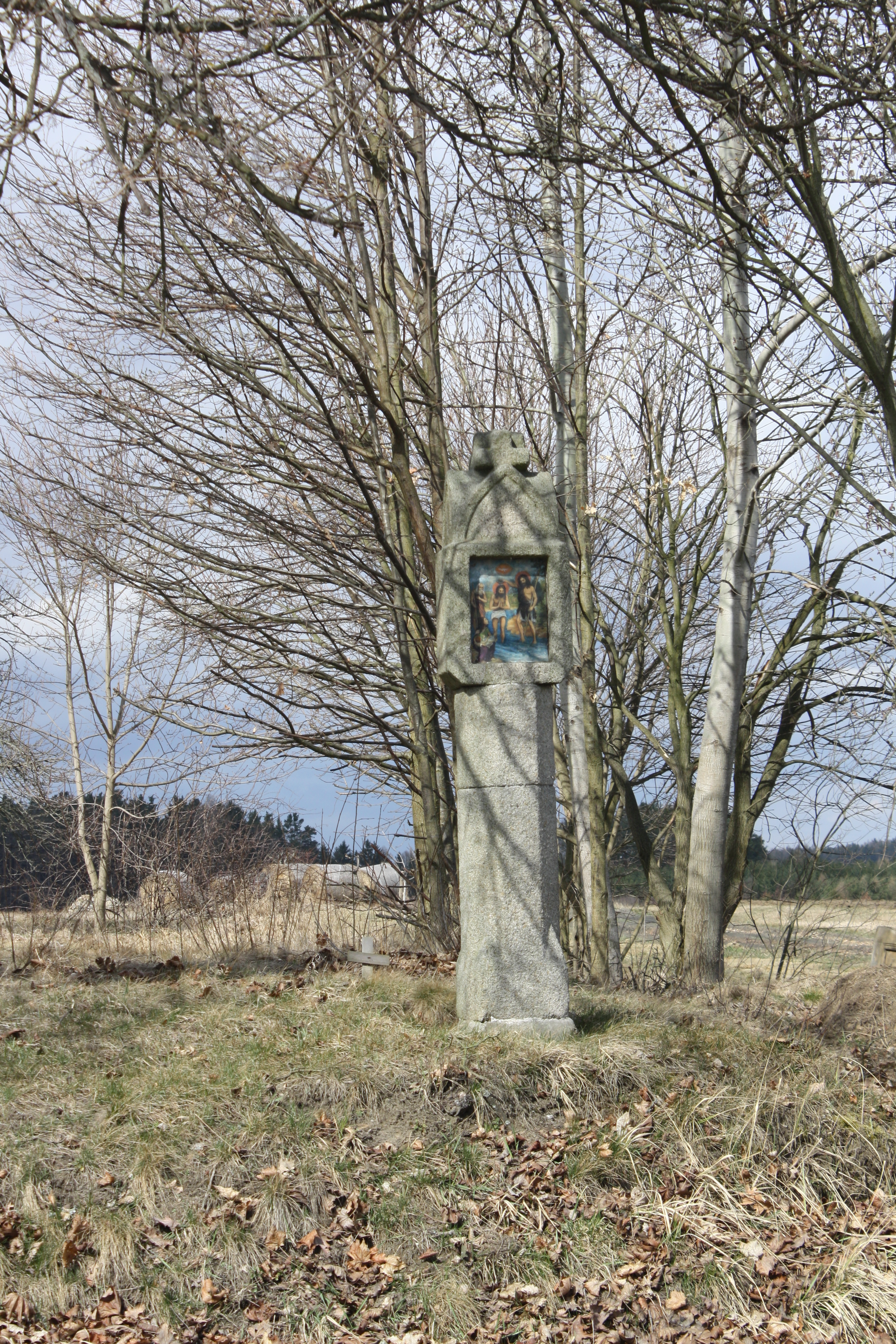
Boží muka
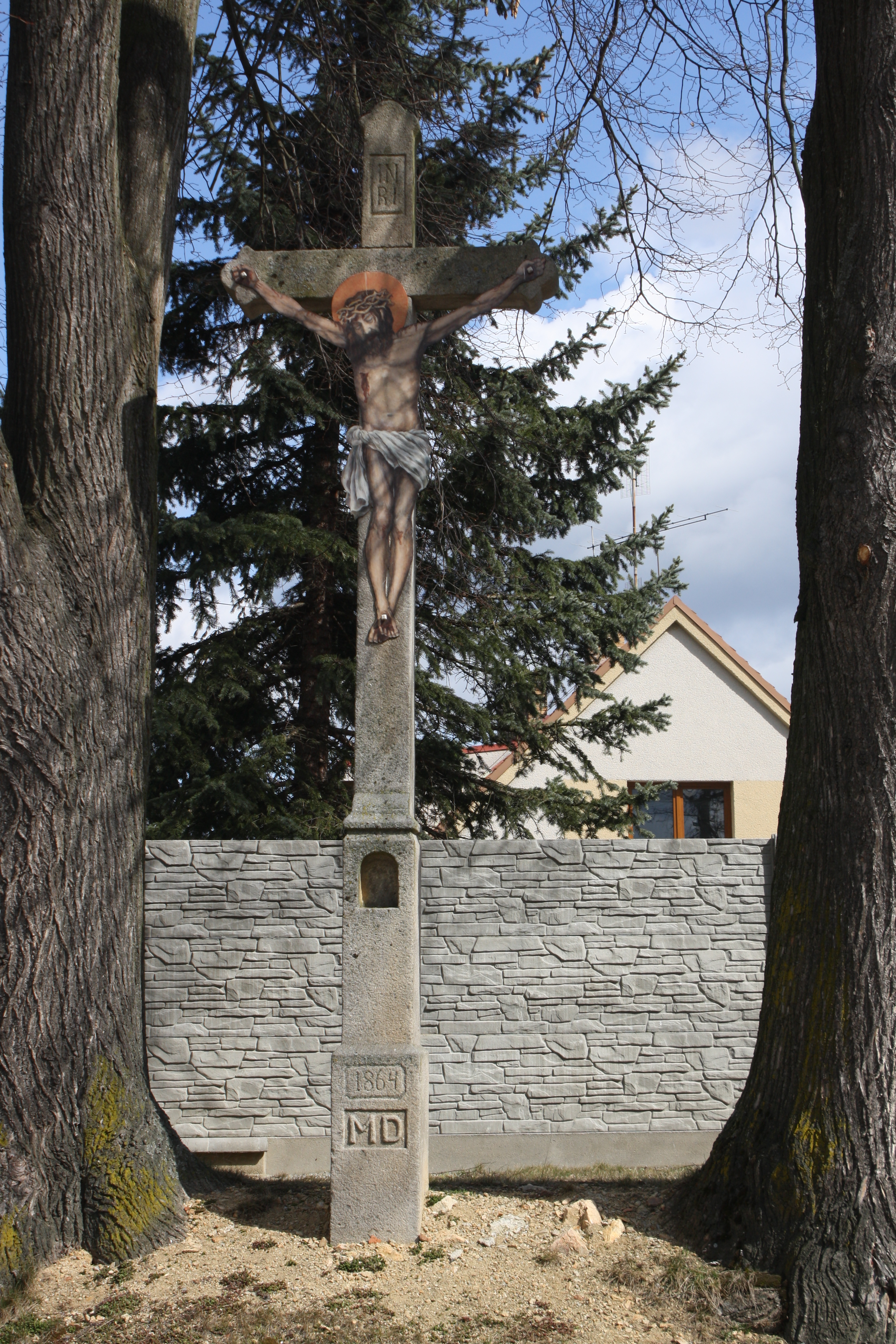
Kříž na jižním okraji vsi